# 2016-os Rajna-vidék-pfalzi tartományi parlamenti választás
2016. március 13-án Németország Rheinland-Pfalz tartományában tartományi parlamenti választást tartottak. A választást ismét a Németország Szociáldemokrata Pártja (SPD) nyerte, így ismét ez a párt alakított kormányt. Ugyanakkor a választás komoly politikai átrendeződést hozott a szélsőjobboldali Alternatíva Németországért megerősödésével.
| Listavezető                 | Malu Dreyer     | Julia Klöckner | Uwe Junge        | Volker Wissing | Eveline Lemke          |
| Párt                        | SPD             | CDU            | AfD              | FDP            | Bündnis '90/Die Grünen |
| --------------------------- | --------------- | -------------- | ---------------- | -------------- | ---------------------- |
| Szavazatok száma            | 771 848         | 677 507        | 268 628          | 132 294        | 113 261                |
| Szavazatok aránya           | 36,23% (0,5%%p) | 31,8%(3,4%%p)  | 12,61%(12,61%%p) | 6,21%(2,0%%p)  | 5,32%(10,1%%p)         |
| Választókerületi mandátumok | 27              | 24             | 0                | 0              | 0                      |
| Összes mandátum             | 39 / 101        | 35 / 101       | 14 / 101         | 7 / 101        | 6 / 101                |
| Mandátum változás           | 3               | 6              | új párt          | 7              | 12                     |

## Előzmények
A 2011-es tartományi választást a Németország Szociáldemokrata Pártja (SPD) nyerte, azonban mindössze 1 mandátumnyi előnye volt Kereszténydemokrata Unióval szemben. 2011-ben az SPD a zöldekkel alakított kormányt, a szociáldemokrata Kurt Beck vezetésével, aki korábban is a tartomány miniszterelnöke volt. Beck 2013-ban egészségügyi okok miatt lemondott pozíciójáról, és a helyére a szintén szociáldemokrata Malu Dreyer került, akit az SPD a 2016-os választás előtt listavezetőjeként nevezett meg

## Választási rendszer
A választáson a szavazópolgárok két szavazólapot kapnak: egyiken közvetlenül a választókerületük jelöltjeire szavazhatnak, akit egyszerű többségi rendszerben választanak meg. Rajna-vidék-Pfalzban összesen 51 választókerület van. Maradék 50 mandátumot listákról osztják, Sainte-Laguë módszerrel, ám nem csak arányos módon, hanem ügyelnek a kompenzációra, azaz hogy egy párt ne kaphasson több mandátumot, mint amennyit egy tisztán arányos rendszerben kapna. A parlament létszáma 101 fő, melyben a kormányalakításhoz szükséges abszolút többség 51 képviselői hely.
A választás napján a szavazópolgárok reggel 8 és este 18 óra között szavazhatnak
Amennyiben a szavazópolgár a választás napján nem tartózkodik lakhelyén, levélszavazatban már korábban voksolhat

## Pártok
| Sorszám | Párt teljes neve                    | Rövidítés   | Ideológia                  | Listavezető      | Tagság |
| ------- | ----------------------------------- | ----------- | -------------------------- | ---------------- | ------ |
| 1       | Németország Szociáldemokrata Pártja | SPD         | szociáldemokrácia          | Malu Dreyer      | 39.000 |
| 2       | Kereszténydemokrata Unió            | CDU         | liberális konzervativizmus | Julia Klöckner   | 44.000 |
| 3       | Szövetség '90/Zöldek                | GRÜNE       | zöldpolitika               | Eveline Lemke    | 3.044  |
| 4       | Szabaddemokrata Párt                | FDP         | jobboldali liberalizmus    | Volker Wissing   | 4.066  |
| 5       | Baloldali Párt                      | LINKE       | demokratikus szocializmus  | Jochen Bülow     | 1.600  |
| 6       | Szabad Szavazók                     | FW          | konzervatív liberalizmus   | ?                | 280    |
| 7       | Német Kalózpárt                     | PIRATEN     | kalózpolitika              | Marc Göbel       | 500    |
| 8       | Németország Nemzetidemokrata Pártja | NPD         | neonácizmus                | Ricarda Riefling | 208    |
| 9       | A Republikánusok                    | REP         | nemzeti konzervativizmus   | Alois Röbosch    | 279    |
| 10      | Ökodemokrata Párt                   | ÖDP         | zöld liberalizmus          | Rainer Hilgert   | 310    |
| 11      | Szövetség a Haladásért              | ALFA        | konzervativizmus           | Uwe Zimmermann   | 190    |
| 12      | Alternatíva Németországért          | AfD         | jobboldali populizmus      | Uwe Junge        | 1.200  |
| 13      | A Harmadik Út                       | III. Weg    | neonácizmus                | Klaus Armstroff  | 350    |
| 14      | Egység                              | DIE EINHEIT | szociáldemokrácia          | Wladimir Gratz   | 60     |

## Közvélemény-kutatások
Pártok népszerűsége
| Közvéleménykutató-cég neve  | Dátum      | SPD    | CDU    | Grüne  | FDP   | Linke | FW    | Piraten | AfD   | Egyéb |
| --------------------------- | ---------- | ------ | ------ | ------ | ----- | ----- | ----- | ------- | ----- | ----- |
| Forschungsgruppe Wahlen     | 10.03.2016 | 36 %   | 35 %   | 5,5 %  | 7 %   | 3 %   | –     | –       | 9 %   | 4,5 % |
| YouGov                      | 10.03.2016 | 35 %   | 36 %   | 6 %    | 6 %   | 4 %   | –     | –       | 11 %  | 2 %   |
| Forsa                       | 09.03.2016 | 35 %   | 35 %   | 6 %    | 6 %   | 4 %   | –     | –       | 9 %   | 5 %   |
| INSA                        | 07.03.2016 | 35 %   | 35 %   | 7 %    | 5 %   | 3 %   | –     | –       | 9 %   | 6 %   |
| Forschungsgruppe Wahlen     | 04.03.2016 | 34 %   | 35 %   | 6 %    | 6 %   | 4 %   | –     | –       | 10 %  | 5 %   |
| Infratest dimap             | 03.03.2016 | 34 %   | 36 %   | 7 %    | 5 %   | 4 %   | –     | –       | 9 %   | 5 %   |
| Infratest dimap             | 01.03.2016 | 32 %   | 36 %   | 8 %    | 6 %   | 4 %   | –     | –       | 9 %   | 5 %   |
| INSA                        | 28.02.2016 | 32,5 % | 35 %   | 10 %   | 6 %   | 4 %   | –     | –       | 8,5 % | 4 %   |
| GESS Phone & Field          | 25.02.2016 | 33 %   | 37 %   | 8 %    | 5 %   | 3 %   | 2 %   | –       | 9 %   | 3 %   |
| INSA                        | 22.02.2016 | 33 %   | 35 %   | 9 %    | 7 %   | 4 %   | –     | –       | 8,5 % | 3,5 % |
| Infratest dimap             | 11.02.2016 | 31 %   | 37 %   | 8 %    | 6 %   | 4 %   | –     | –       | 9 %   | 5 %   |
| INSA                        | 05.02.2016 | 32 %   | 36 %   | 10 %   | 6 %   | 3 %   | –     | –       | 8 %   | 5 %   |
| Forschungsgruppe Wahlen     | 22.01.2016 | 31 %   | 38 %   | 7 %    | 5 %   | 5 %   | –     | –       | 9 %   | 5 %   |
| Infratest dimap             | 14.01.2016 | 31 %   | 37 %   | 9 %    | 5 %   | 5 %   | –     | –       | 8 %   | 5 %   |
| Infratest dimap             | 10.12.2015 | 31 %   | 39 %   | 9 %    | 5 %   | 5 %   | –     | –       | 7 %   | 4 %   |
| INSA                        | 25.11.2015 | 31 %   | 38,5 % | 11 %   | 4,5 % | 3,5 % | 2,5 % | –       | 7 %   | 2 %   |
| GESS Phone & Field          | 19.11.2015 | 33 %   | 40 %   | 9 %    | 5 %   | 3 %   | 2 %   | –       | 5 %   | 3 %   |
| Forschungsgruppe Wahlen     | 06.11.2015 | 30 %   | 41 %   | 8 %    | 4 %   | 5 %   | –     | –       | 6 %   | 6 %   |
| Infratest dimap             | 24.09.2015 | 31 %   | 41 %   | 10 %   | 5 %   | 5 %   | –     | –       | 4 %   | 4 %   |
| Infratest dimap             | 23.07.2015 | 33 %   | 42 %   | 10 %   | 4 %   | 3 %   | –     | –       | 3 %   | 5 %   |
| GESS Phone & Field          | 26.06.2015 | 33 %   | 40 %   | 11 %   | 4 %   | 3 %   | 2 %   | –       | 4 %   | 2 %   |
| Infratest dimap             | 19.02.2015 | 32 %   | 42 %   | 11 %   | 3 %   | 3 %   | –     | –       | 5 %   | 4 %   |
| GESS Phone & Field          | 17.12.2014 | 30 %   | 43 %   | 10 %   | 3 %   | 4 %   | 1 %   | 1 %     | 5 %   | 3 %   |
| Infratest dimap             | 13.11.2014 | 31 %   | 43 %   | 11 %   | 2 %   | 4 %   | –     | –       | 5 %   | 4 %   |
| Infratest dimap             | 25.09.2014 | 31 %   | 43 %   | 10 %   | 2 %   | 4 %   | –     | –       | 6 %   | 4 %   |
| GESS Phone & Field          | 24.06.2014 | 32 %   | 41 %   | 10 %   | 3 %   | 4 %   | 2 %   | –       | 4 %   | 4 %   |
| Infratest dimap             | 08.05.2014 | 31 %   | 41 %   | 11 %   | 3 %   | 4 %   | –     | –       | 4 %   | 6 %   |
| Infratest dimap             | 03.04.2014 | 33 %   | 41 %   | 11 %   | 3 %   | 4 %   | –     | –       | 3 %   | 5 %   |
| 2011-es választás eredménye | 27.03.2011 | 35,7 % | 35,2 % | 15,4 % | 4,2 % | 3,0 % | 2,3 % | 1,6 %   |       |       |

Miniszterelnök-jelöltek (listavezetők) népszerűsége
| Közvéleménykutató-cég neve | Dátum      | Malu Dreyer (SPD) | Julia Klöckner (CDU) |
| -------------------------- | ---------- | ----------------- | -------------------- |
| Infratest dimap            | 13.03.2016 | 54 %              | 34 %                 |
| Forschungsgruppe Wahlen    | 13.03.2016 | 49 %              | 37 %                 |
| Forschungsgruppe Wahlen    | 12.03.2016 | 49 %              | 38 %                 |
| Forschungsgruppe Wahlen    | 10.03.2016 | 50 %              | 34 %                 |
| Forsa                      | 09.03.2016 | 45 %              | 31 %                 |
| Forschungsgruppe Wahlen    | 04.03.2016 | 50 %              | 35 %                 |
| Infratest dimap            | 03.03.2016 | 50 %              | 30 %                 |
| Infratest dimap            | 01.03.2016 | 50 %              | 31 %                 |
| Infratest dimap            | 11.02.2016 | 46 %              | 37 %                 |
| Forschungsgruppe Wahlen    | 14.01.2016 | 44 %              | 37 %                 |
| Infratest dimap            | 14.01.2016 | 53 %              | 33 %                 |
| Forschungsgruppe Wahlen    | 06.11.2015 | 44 %              | 38 %                 |
| Infratest dimap            | 24.09.2015 | 43 %              | 28 %                 |
| Infratest dimap            | 23.07.2015 | 45 %              | 32 %                 |
| Infratest dimap            | 19.02.2015 | 48 %              | 36 %                 |
| Infratest dimap            | 13.11.2014 | 45 %              | 33 %                 |
| Infratest dimap            | 25.09.2014 | 45 %              | 33 %                 |
| Infratest dimap            | 08.05.2014 | 46 %              | 32 %                 |
| Infratest dimap            | 03.04.2014 | 48 %              | 36 %                 |
| Infratest dimap            | 12.12.2013 | 48 %              | 31 %                 |
| Infratest dimap            | 05.09.2013 | 47 %              | 27 %                 |
| Infratest dimap            | 25.04.2013 | 49 %              | 31 %                 |
| Infratest dimap            | 31.01.2013 | 53 %              | 31 %                 |
| Infratest dimap            | 11.10.2012 | 43 %              | 35 %                 |

## Tévéviták
Február 22. és 25. között a Délnyugati Rádió és Televízió SWR két 30 perces műsort adott le, amelyekben a parlamentbe jutásra esélyes hat párt (SPD, CDU, FDP, Zöldek, AfD, Baloldali Párt)  listavezetője mondhatta el a párt programját. Március 1.-jén az SWR főműsoridőben (20.15) közvetítette a két legesélyesebb miniszterelnök-jelölt, Malu Dreyer és Julia Klöckner vitáját. Március 7.-én a DRF1 nevű regionális kereskedelmi csatorna  Roger Lewentz (SPD), Julia Klöckner (CDU), Daniel Köbler (Grüne), Volker Wissing (FDP), Jochen Bülow (Linke), Stephan Wefelscheid (Freie Wähler), Joachim Paul (AfD) részvételével közvetített kerekasztal-vitát, majd 3 nappal később az SWR is szervezett egy ilyen műsort, ahol Roger Lewentz (SPD), Julia Klöckner (CDU), Daniel Köbler (Grüne), Volker Wissing (FDP), Jochen Bülow (Linke), Stephan Wefelscheid (Freie Wähler), Joachim Paul (AfD) voltak a meghívottak.

## Eredmények
link=https://de.wikipedia.org/wiki/Datei:Rheinland-Pfalz_Landtagswahlkarte_2016.svg|bélyegkép|Választókerületi eredmények
| Párt                   | Választókerületi mandátumok | Listás szavazatok | %-os arány  | Sitze | változás |
| SPD                    | 27                          | 771.848           | 36,23       | 39    | 3        |
| CDU                    | 24                          | 677.507           | 31,80       | 35    | 6        |
| AfD                    | 0                           | 268.628           | 12,61       | 14    | 14       |
| FDP                    | 0                           | 132.294           | 6,21        | 7     | 7        |
| Grüne                  | 0                           | 113.261           | 5,32        | 6     | 12       |
| Die Linke              | 0                           | 59.970            | 2,81        | 0     | -        |
| Freie Wähler           | 0                           | 47.924            | 2,25        | 0     | -        |
| PIRATEN                | 0                           | 16.708            | 0,78        | 0     | -        |
| ALFA                   | 0                           | 13.154            | 0,62        | 0     | -        |
| NPD                    | 0                           | 10.565            | 0,50        | 0     | -        |
| ÖDP                    | 0                           | 8.623             | 0,40        | 0     | -        |
| REP                    | 0                           | 5.090             | 0,24        | 0     | -        |
| DIE EINHEIT            | 0                           | 3.105             | 0,15        | 0     | -        |
| III. Weg               | 0                           | 1.944             | 0,09        | 0     | -        |
| Békeharcosok*          | 0                           | -                 | -           | 0     | -        |
| Érvényes szavazatok    | 51                          | 2.130.621         | 100,0098,57 | 101   | 101      |
| Érvénytelen szavazatok |                             | 30.885            | 1,43        |       |          |
| Összes szavazat        |                             | 3.071.972         | 100,00      |       |          |

*A Békeharcosok csak választókerületi jelölteket indítottak

## A választás után
A választáson a regnáló vörös-zöld (SPD-Grüne) koalíció elvesztette a többségét, miután a Zöldek csaknem a szavazóik kétharmadát elveszítették. Bejutott azonban a parlamentbe, és rögtön a harmadik legerősebb párttá vált a szélsőjobboldali AfD. 
A választás után minta legtöbb mandátumot szerző pártot, a Németország Szociáldemokrata Pártját illette a kormányalakítás joga. Mivel a korábbi kabinetnek nem volt többsége, új koalícióra volt szükség. Az AfD-vel való együttműködést minden parlamentbe jutott párt kizárta, így két lehetőség volt a további kormányzásra: vagy a nagykoalíció (tehát a CDU és az SPD kormányra lépése), vagy pedig az úgynevezett közlekedésilámpa-koalíció (németül: Ampelkoalition), vagyis az SPD-nek a Zöldek mellé be kellene venniük maguk mellé a jobboldali Szabaddemokrata Pártot. Végül a szociáldemokraták utóbbi mellett döntöttek ezzel Malu Dreyer hivatalban lévő szociáldemokrata miniszterelnök megalakította második kormányát